# Doncourt-lès-Conflans
Doncourt-lès-Conflans település Franciaországban, Meurthe-et-Moselle megyében. Lakosainak száma 1120 fő (2022. január 1.). Doncourt-lès-Conflans Bruville, Giraumont, Jarny, Jouaville és Saint-Marcel községekkel határos.

## Népesség
A település népességének változása:
| Lakosok száma | 506  | 731  | 936  | 1282 | 1202 | 1196 | 1185 | 1158 | 1141 | 1120 |
|               | 1968 | 1982 | 1990 | 2006 | 2013 | 2015 | 2017 | 2019 | 2020 | 2022 |